# 1973 Colocolo
1973 Colocolo este un asteroid din centura principală, descoperit pe 18 iulie 1968 de Carlos Torres.